# Johnny Hooper
Johnathan „Johnny“ Masashi Hooper (* 24. Juni 1997 in Los Angeles, Kalifornien) ist ein Wasserballspieler aus den Vereinigten Staaten. Er gewann 2024 die olympische Bronzemedaille. Zweimal siegte er mit dem Team der Vereinigten Staaten bei den Panamerikanischen Spielen.

## Sportliche Karriere
Johnny Hooper ist der Sohn eines Amerikaners und einer Japanerin. Er graduierte 2019 an der University of California, Berkeley. Hooper war in seinen vier Studienjahren Stammspieler bei den Golden Bears, dem Sportteam von Berkeley. 2016 gewannen die Golden Bears die Meisterschaft der National Collegiate Athletic Association. 2024 spielte der Center als Profi in Italien bei Telimar Palermo. Hooper hat sowohl die Staatsbürgerschaft der USA als auch die von Japan.
Ab 2017 spielte Hooper in der US-Nationalmannschaft. 
2017 belegte das US-Team bei der Weltmeisterschaft in Budapest den 13. Platz. Zwei Jahre später erreichte die Mannschaft den neunten Platz bei der Weltmeisterschaft in Gwangju. Im Finale der Panamerikanischen Spiele 2019 siegte das Team aus den Vereinigten Staaten gegen Kanada. Bei den 2021 ausgetragenen Olympischen Spielen in Tokio unterlag Hooper mit seiner Mannschaft im Viertelfinale den Spaniern mit 8:12. In den Platzierungsspielen erreichte die Mannschaft den sechsten Platz.
2023 bei der Weltmeisterschaft in Fukuoka belegte die Mannschaft aus den Vereinigten Staaten den siebten Platz. Drei Monate später bei den Panamerikanischen Spielen 2023 siegte das US-Team vor den Brasilianern, wobei Hooper im Halbfinale zwei Tore warf. 2024 erreichte die US-Mannschaft bei der Weltmeisterschaft 2024 nur den neunten Rang. Bei den Olympischen Spielen in Paris belegte das US-Team den dritten Platz in seiner Vorrundengruppe. Im Viertelfinale gewann das Team im Penaltyschießen gegen die Australier. Nach einem 6:10 im Halbfinale gegen Serbien bezwang die Mannschaft aus den Vereinigten Staaten im Spiel um Bronze die Ungarn im Penaltyschießen, nachdem es am Ende der regulären Spielzeit 8:8 gestanden hatte. Hooper erzielte im Spiel um den dritten Platz einen Treffer.